# Anders Frostenson
Anders Frostenson, född 23 april 1906 i Loshults församling i Skåne, död 4 februari 2006 i Olaus Petri församling i Örebro, var en svensk präst och författare. Han var kyrkoherde i Lovö församling i Stockholms län 1949–1971. Han översatte också poesi från engelska, tyska och franska till svenska.

## Biografi

### Karriär
Frostenson var äldsta barnet i en syskonskara på fem barn. I sin ungdom studerade han språk, litteraturvetenskap och teologi vid Lunds universitet. Frostenson avlade filosofie kandidatexamen i engelska, slaviska språk och filosofi 1928. År 1932 blev han prästvigd och började året därefter sin tjänst i Gustav Vasa församling i Stockholm för att några år senare flytta ut till Lovö församling där han blev kvar till sin pensionering 1971. Det dröjde dock till 1955 innan han blev slottspredikant på Drottningholms slott. Han var enligt uppgift särskilt uppskattad av Gustav V. År 1977 grundade han Anders Frostensons stiftelse med ändamål att "främja förnyelsearbetet med psalmer och visor". År 1981, tio år efter pensionen, blev han hedersdoktor i teologi vid Lunds universitet.
Frostenson blev ledamot av Nordstjärneorden (LNO) 1960.

### Psalmskrivande och psalmboksarbete
Frostenson var aktiv i psalmboksarbetet både inför 1937 års och 1986 års psalmbok. Han var ledamot i 1969 års psalmbokskommitté. Han har även förnyat den svenska psalmen till både innehåll och form, bland annat genom sina bidrag till barnpsalmboken Kyrkovisor för barn. Uppståndelsen kring hans psalmer i 1937 års psalmbok ledde dock till att han tystnade i sitt skrivande under mer än tio år. Enkla grundmelodier bakom var kännetecknade för hans skrivande, genom att skriva texterna i samband med egna rörelser ville han förmedla psalmens inneboende rörelse och energi. Det var ytterst sällan en psalm kom till sittande vid ett skrivbord. I en radiointervju berättar han att han funderat på att samla alla psalmer han skrivit i samband med tågresor under rubriken Sånger från perronger.
Hans psalmer och sånger har fått musik av flera tonsättare, bl.a. av Gustaf Nordqvist, Karl-Erik Svedlund, Göte Strandsjö, Lennart Jernestrand och Lars-Åke Lundberg.
Kännetecknande för hans psalmdiktning och bearbetningar har beskrivits vara en strävan att förenkla texterna och utifrån teologiskt perspektiv skapa mer sångbara psalmer. Vissa har kritiserat att han i viss mån utslätat gamla texter och andra har lyft fram den poetiska styrkan i ordens harmonier och hur Frostenson medvetet förmedlat den lutherska teologin i psalmtexterna. I viss mån kan 1986 års psalmbok kallas den "Frostensonska" på samma sätt som 1819 års psalmbok kallas den "Wallinska" och 1695 års psalmbok den "Swedbergska".
Genom Kyrkornas världsråds psalmbok där Frostenson hade med sex av de åtta psalmer som representerade Sverige kom han att inspirera till ny psalmdiktning över hela världen där ny psalmdiktning varit obefintlig länge.
I 1986 års psalmbok finns han representerad med 146 verk i form av original, bearbetningar och översättningar.

### Övriga framställningar
Frostenson debuterade med diktsamlingen Löftets båge (1931) och gjorde på 1940-talet en undersökning om kristusbilderna i psalmerna. I floran av en bred utgivning finns också lyriktolkningar av Rainer Maria Rilke och Paul Claudel.
Han producerade ett flertal kortfilmer, bl. a. om svenska diktare som Nils Ferlin, Jan Fridegård, Sven Lidman (hans egen svärfar).

### Död
Begravningsgudstjänsten ägde rum i Olaus Petri kyrka i Örebro den 31 mars 2006. Vid gudstjänsten sjöngs Frostensons egna psalmer (nr 39, 289, 311 solosång, 338 och 490). Frostenson är gravsatt på Lovö kyrkogård.

## Familj
Frostenson var gift första gången från 1941 med riksdagsledamoten Ulla Lidman (1910–1962), dotter till författaren och en av pingströrelsens ledare Sven Lidman och Carin Thiel. Han var gift andra gången 1965–1968 med filosofie magister Gerd Anne-Marie Nordin, född Sjöstedt (1916–1993), dotter till hovtandläkaren Robert Sjöstedt och Anna Laura Larsson, samt slutligen tredje gången från 1970 med specialläraren Sigrid Vera Kristina Löfberg-Hausel (1916–2001), dotter till lantbrukaren Gustaf Löfberg och författaren Elisabeth Högström-Löfberg.
Anders Frostenson var i första giftet far till konsulten Sven Frostenson (1942–2011), konstnären Karin Frostenson (född 1946) och Anna-Clara Frostenson (född 1948). Han var vidare farbror till författaren Katarina Frostenson.

### Diktsamlingar
- Löftets båge 1932
- Med lyfta händer 1932
- På väg 1935
- Genom lyckta dörrar 1932
- Du böjde dig ner över jorden 1944
- Kring bordet i ditt rike 1945
- Mässa vid Mälaren 1954
- Lantprästs lyra 1957
- Isop Honung Saliva 1963

### Vissamlingar
- Medmänniska 1970
- Mitt ibland oss 1971
- Sätt en ring på hans hand 1971
- Ställ dig vid hans kors 1971
- Tystnad, ljus 1973
- Ja, jag vill sjunga 1973
- Ung tro livet ut 1974
- Ditt ord är liv 1975

### Översättningar
- Herden på berget: kristen engelsk dikt 1952
- Rainer Maria Rilke: Pilgrimsboken 1979
- Gud bor överallt: visor från Italien och Frankrike 1981
- Paul Claudel: Anden och vattnet 1982

### Andaktsbok
- Ingen utanför, psalm och visandakter 1983

## Psalmer och visor, i urval av 600 verk

### A-D
- Allt mänskosläktet av ett blod, bearbetat vers 4 1983
- Bed för mig, Herre kär skriven 1936 och bearbetad 1980
- Den blida vår är inne, bearbetad 1978 Finns på Wikisource.
- Den stora vita skaran där, bearbetad 1983 Finns på Wikisource.
- Det finns ett land av ljus och sång, bearbetad 1978. Finns på Wikisource.
- Detta är den stora dagen, bearbetad 1978
- Dig vare lov, o Jesus Krist, bearbetad 1977
- Du, o Gud, är livets källa
- Du öppnar, o evige Fader, i Kristus din famn skriven 1936 (och något bearbetad 1981)

### E-H
- En stjärna gick på himlen fram, bearbetad 1977. Finns på Wikisource.
- En såningsman går där, 1958
- Gud har skapat allting, 1958
- Gud låter sina trogna här, bearbetad 1986. Finns på Wikisource.
- Gud vare lovad, han som i sin godhet troligen en ny översättning 1976
- Gud, vår Gud, för världen all, bearbetad 1976. Finns på Wikisource.
- Guds härlighet oss styrka ger, 1981
- Guds kärlek är som stranden och som gräset, 1968
- Guds son en gång i morgonglans, 1984
- Gå varsamt, min kristen, bearbetad 1977. Finns på Wikisource.
- Gör porten hög, gör dörren bred, bearbetad 1980. Finns på Wikisource.
- Halleluja! Sjung om Jesus, översatt 1967
- Högt i stjärnehimlen, 1968

### I-L
- I dödens bojor Kristus låg bearbetat 1983. Finns på Wikisource.
- I mörker sjönko lyckodrömmens länder (nr 268, 1937)
- Jag behövde en nästa, översatt 1968 och 1984
- Jesus, djupa såren dina, bearbetad 1983
- Jesus, du min glädje, bearbetad 1977
- Jesus, du mitt hjärtas längtan, bearbetad 1979. Finns på Wikisource.
- Jesus från Nasaret går här fram, 1935
- Jesus, Guds Son, träd in i denna skara, bearbetad 1980
- Jesus Kristus är vår hälsa, bearbetad 1979. Finns på Wikisource.
- Kom Jesus, kom Immanuel, 1984
- Kom, Skaparande, Herre god, bearbetad 1978 och 1986. Finns på Wikisource.
- Kornet har sin vila, 1968
- Kristus vandrar bland oss än, 1936
- Lagd på strå i ett stall, översatt 1960
- Ljus som liv åt världen gav, 1972 och 1984
- Lova Herren, sol och måne, 1958
- Lågorna är många, 1972 och 1986
- Låt mig växa stilla, 1942
- Låt oss glada och i tro, översatt 1978
- Länge, länge har mitt hjärta, bearbetad från Huru länge skall mitt hjärta 1983

### M-P
- Min synd, o Gud, bearbetad 1980
- Mina döda timmar, 1964 och 1979
- Nu är det morgon (nr 181), översatt 1976
- När vi i högsta nöden står (1986 nr 540) bearbetad 1977
- När världens Frälsare jag ser, 1935 och 1976
- O Betlehem, du lilla stad, 1976
- O Fader vår, barmhärtig, god, bearbetad 1983 Finns på Wikisource.
- O Gud, det är en hjärtans tröst, bearbetad 1978 Finns på Wikisource.
- O Gud, du av barmhärtighet, bearbetad från Gud har av sin barmhärtighet 1979 Finns på Wikisource.
- O Gud, du som de världar ser översatt 1978
- O Guds kärlek, dina höjder, 1969
- O helge Ande, dig vi ber, 1983
- O Jesus, rik av nåd, bearbetad 1978
- O Jesus Krist som mänska blev, bearbetad 1986 Finns på Wikisource.
- Oändlig nåd mig Herren gav (nr 231), översatt 1983
- På dig jag hoppas, Herre kär (1986 nr 550) bearbetad 1976 Finns på Wikisource.

### R-T
- Se natten flyr för dagens fröjd, bearbetad 1979 Finns på Wikisource.
- Sjung, Guds folk, på pilgrimsvägen, bearbetning av vers 2 och 4
- Som skimret över hav och sky. Översatt från tyska 1969. Nr 178 i 1986 års psalmbok under rubriken "Morgon".
- Som spridda sädeskornen, skriven 1936
- Säll den som håller Jesus kär bearbetad 1977 Finns på Wikisource.
- Tack, Fader, för den dag du gav översatt 1968
- Till dig ur hjärtegrunden, bearbetad 1980
- Tung och kvalfull vilar hela, 1936
- Tänk, när en gång det töcken har försvunnit, bearbetad 1980 Finns på Wikisource.

### U-Ö
- Ur djupen ropar jag till dig, bearbetad 1977 Finns på Wikisource.
- Ur djupet av mitt hjärta, bearbetad 1978 Finns på Wikisource.
- Vaka själ, och bed, bearbetad 1979 Finns på Wikisource.
- Var glad, min själ, och fatta mod (1986 nr 560) bearbetad 1979
- Var man må nu väl glädja sig Finns på Wikisource. Nyöversatt 1977 och bearbetad 1986 (O gläd dig Guds församling nu)
- Vi kristna bör tro och besinna, bearbetad 1978
- Vi lyfter våra hjärtan, bearbetad 1976
- Vi tackar dig så hjärtelig bearbetad 1980
- Vi till ditt altarbord bär fram, 1962
- Vinden ser vi inte, 1958
- Våga vara den du i Kristus är, 1963
- Vår Herres Jesu Kristi död, bearbetad 1978 Finns på Wikisource.
- Vänd nu om, ni sorgsna sinnen, bearbetad 1976